# Cheikh Isa Air Base
Isa Air Base, également nommée Shaikh Isa Air Base, est une base aérienne du Royaume de Bahrein, située dans la partie méridionale de l'île de Bahreïn, à proximité immédiate de la rive orientée vers le golfe Persique.

## Historique
Établie en 1988, elle porte le nom du souverain Issa ben Salmane Al Khalifa qui en assura l'inauguration. Son établissement fait suite à la signature d'un accord de principe pour l'acquisition de 12 F-16C/D Block 40 conclu entre le royaume de Bahreïn et le département de la Défense des États-Unis en 1987. Base disposant dès sa création d'équipements modernes, elle fut spécialement conçue pour pouvoir accueillir les nouveaux appareils réceptionnés à partir de 1990. 
Guerre du Golfe (2 août 1990 — 28 février 1991)
L'invasion du Koweït opérée par les troupes irakiennes, provoque le déploiement et la répartition de forces alliées sur l'ensemble de la péninsule arabique, dans le cadre de l'opération Bouclier du désert. La Shaikh Isa Air Base accueillera plusieurs unités dédiées à la préparation de la réponse militaire de la coalition : environ 200 aéronefs et 12 000 personnels militaires issus des forces aéronavales américaines y sont alors stationnés.
La base est utilisée dès l'aube du 17 janvier 1991, premier jour de l'opération Tempête du désert, afin d'assurer le décollage simultané d'aéronefs impliqués dans le déroulement de la campagne aérienne initiale. À partir de 4 heures du matin, plusieurs McDonnell Douglas F/A-18 Hornet, Grumman A-6 Intruder (ainsi que leurs déclinaisons dédiées pour la guerre électronique Grumman EA-6 Prowler) décollent armés depuis la Shaikh Isa Air Base en direction de l'Irak. Les premières rotations de l'opération seront conduites pendant trois journées consécutives sans interruption.
Guerre d'Afghanistan (2001 — 2021)
Elle accueille à partir de 2010, un détachement issu du 379th Air Expeditionary Wing de l'USAF déployé et commandé depuis la base militaire d'Al-Udeid au Qatar. La mission principale de ce détachement était d'accélérer la livraison de véhicules tout-terrain protégés contre les embuscades et résistants aux mines, à destination des forces américaines présentes Afghanistan.

## Exploitation
La base héberge plusieurs composantes de la Force aérienne royale de Bahreïn.
The Fighter Wing
- 1st Fighter Squadron (F-16C/D Block 40)
- 2nd Fighter Squadron (F-16C/D Block 40)
- 6th Fighter Squadron (Northrop F-5E/F)

The Air Training Wing
- 4th Squadron (Slingsby T67 Firefly)
- 5th Squadron (BAe Hawk 129)

## Sources
1. ↑  « OBBS - Bahrain / Isa Airbase Airport | SkyVector », sur skyvector.com
2. 1 2  « Shaikh Isa Air Base / Sheik Isa Airbase », sur GlobalSecurity.org
3. ↑  (en-US) David B. Ottaway, « U.S. to sell F16 jets to Bahrain », Washington Post,‎ 21 janvier 1987 (ISSN 0190-8286, lire en ligne)
4. ↑  (en-US) Dr. Fred H. Allison, « The Desert War : Marine Corps Aviation in Desert Storm, January-February 1991 », sur www.usmcu.edu
5. ↑  (en-US) « MISSION COMPLETE: Isa Air Base wraps up M-ATV surge », sur U.S. Air Forces Central
6. ↑  « Royal Bahraini Air Force - Shaikh Isa Air Base (OBBS) », sur www.scramble.nl